# Jan Masaryk

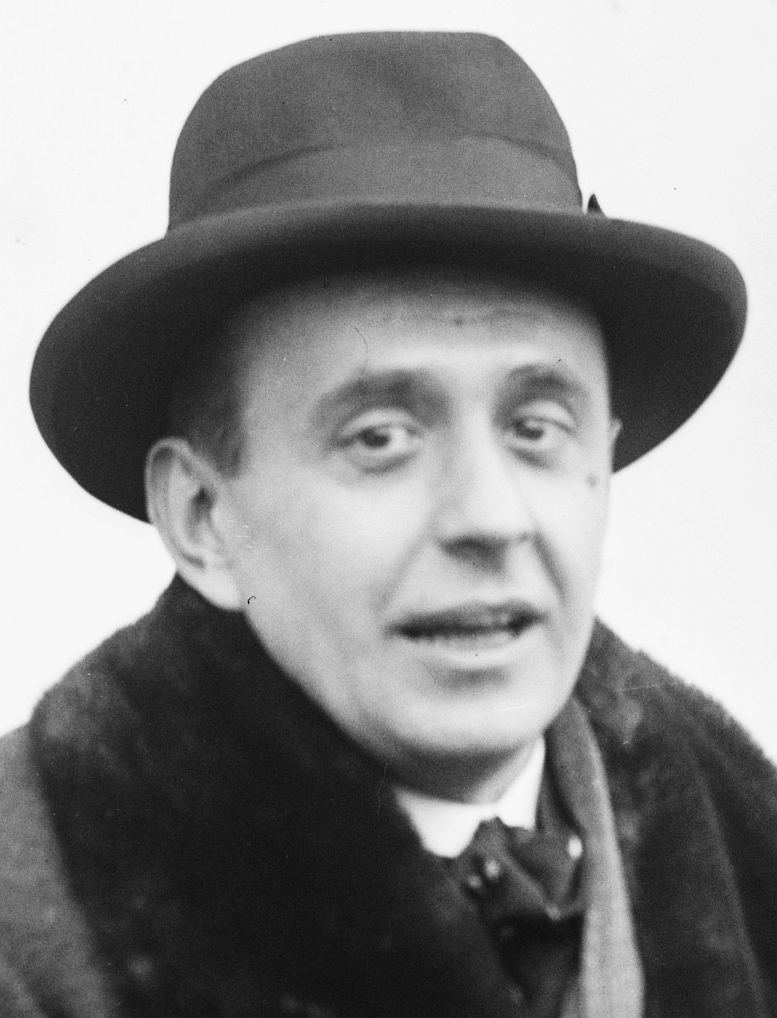
Jan Masaryk (vor 1923)

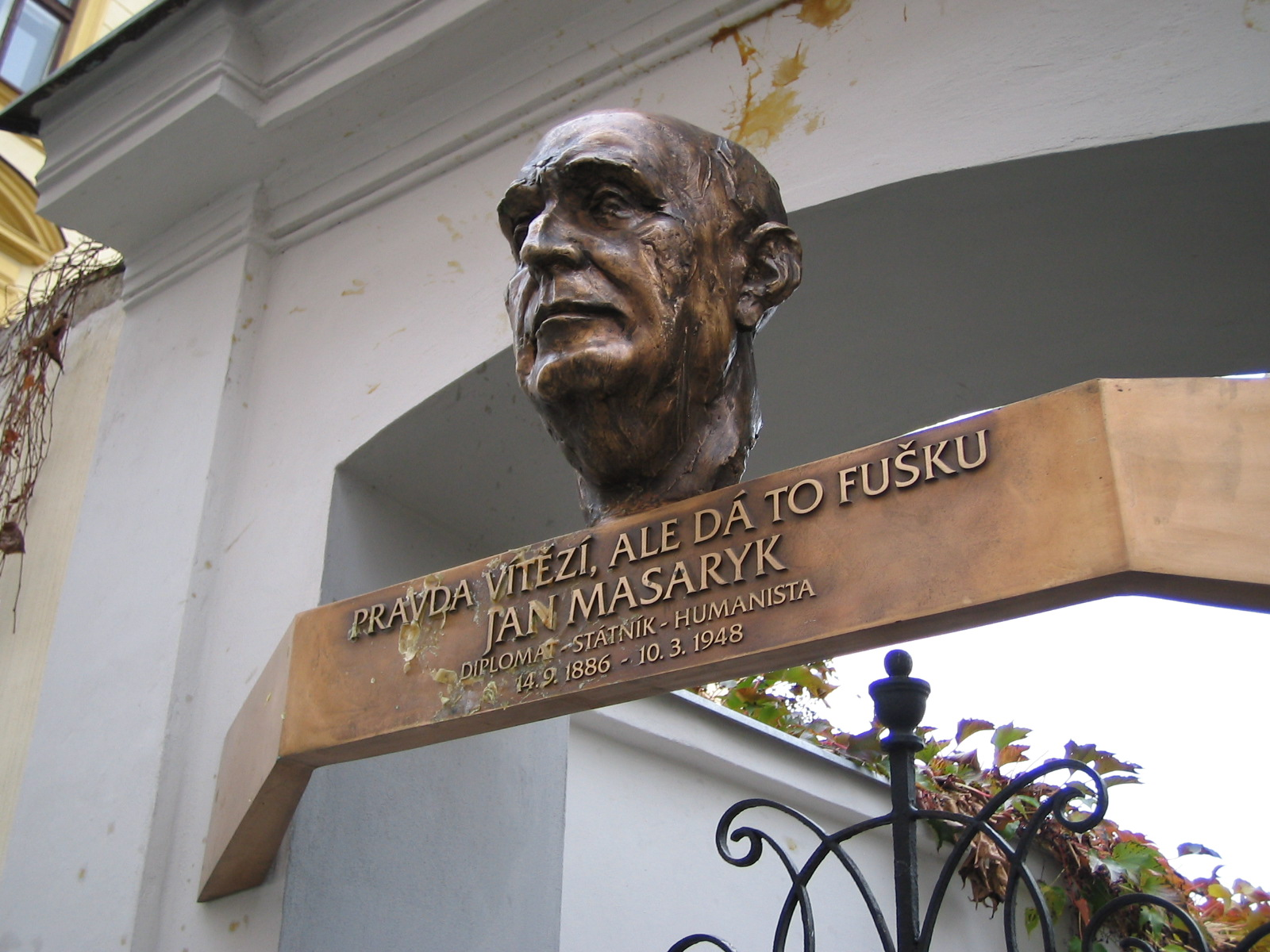
Denkmal in Prag

Jan Masaryk (* 14. September 1886 in Prag; † 10. März 1948 ebenda) war ein tschechoslowakischer Politiker. Von 1940 bis 1948 war er Außenminister, zunächst in der Exilregierung. Masaryk starb nach dem kommunistischen Februarumsturz unter nicht geklärten Umständen durch einen Sturz aus dem Fenster.

## Leben
Jan Masaryk war der Sohn Tomáš Garrigue Masaryks, des ersten Präsidenten der Tschechoslowakei. Von 1906 bis 1913 lebte er in den USA. Jan Masaryk war im Ersten Weltkrieg Frontoffizier der k.u.k. Armee und wurde noch im Oktober 1918 wegen besonderer Tapferkeit befördert. In der zweiten Hälfte der 1920er Jahre war er Teilnehmer an den Treffen der informellen Stammtischgruppe Prager Intellektueller Pátečníci.
Ab 1919 im diplomatischen Dienst, war Masaryk unter anderem von 1925 bis 1938 tschechoslowakischer Botschafter in Großbritannien. Ab 1940 war er Außenminister der tschechoslowakischen Exilregierung und erwarb sich in dieser Zeit durch seine Rundfunkansprachen in der BBC große Popularität. Von September 1944 bis April 1945 war er außerdem Verteidigungsminister der Exilregierung.
Nach der Rückkehr 1945 behielt Masaryk das Amt des Außenministers auch in der ersten Regierung des kommunistischen Premiers Klement Gottwald.
Masaryk war Mitglied im Bund der Freimaurer.

## Tod
Am 10. September 1947 versuchte das Olmützer Gebietssekretariat der KSČ, Masaryk zusammen mit den beiden ebenfalls nichtkommunistischen Ministern Petr Zenkl und Prokop Drtina durch ein Sprengstoffattentat zu ermorden. Initiator der aus Krčmaň in Parfümschachteln versandten Bomben war der KSČ-Abgeordnete Jura Sosnar-Honzák. Auftraggeber war wahrscheinlich der Olmützer KSČ-Gebietssekretär, Gottwalds Schwiegersohn Alexej Čepička.
Während des kommunistischen Umsturzes im Februar 1948 nahm Masaryk keine eindeutige Haltung ein. Wenig später wurde er, nur in seinen Pyjama gekleidet, im Hof des Palais Czernin, dem Sitz des Außenministeriums, unter dem Badezimmerfenster tot aufgefunden (sogenannter „Dritter Prager Fenstersturz“). Trotz mehrerer gerichtlicher Untersuchungen war lange nicht geklärt, ob er sich das Leben genommen hatte oder ermordet wurde.
Die Spekulationen über einen Mord durch die kommunistische Geheimpolizei führten im Jahr 1993 zur Wiederaufnahme der fallengelassenen Ermittlungen, die erst nach zehn Jahren abgeschlossen wurden. Im Jahr 2002 stellte eine Expertise aufgrund der Lage des Körpers und der vorhandenen Verletzungen fest, dass Masaryk gewaltsam aus dem Fenster gestoßen worden sein musste. Eine Agentin des sowjetischen Geheimdienstes habe dies damals auch schon in ihrer Aussage angedeutet; da diese Aussage jedoch später nicht mehr überprüft werden konnte, galten die Todesumstände weiterhin als ungeklärt. Auch die Prager Polizei erklärte im Jahre 2004, dass sie nicht mehr von Suizid ausgehe.
Ende Oktober 2019 wurden nach amtlichen Angaben die Ermittlungen über den Tod Jan Masaryks wieder aufgenommen.

## Grabstätte

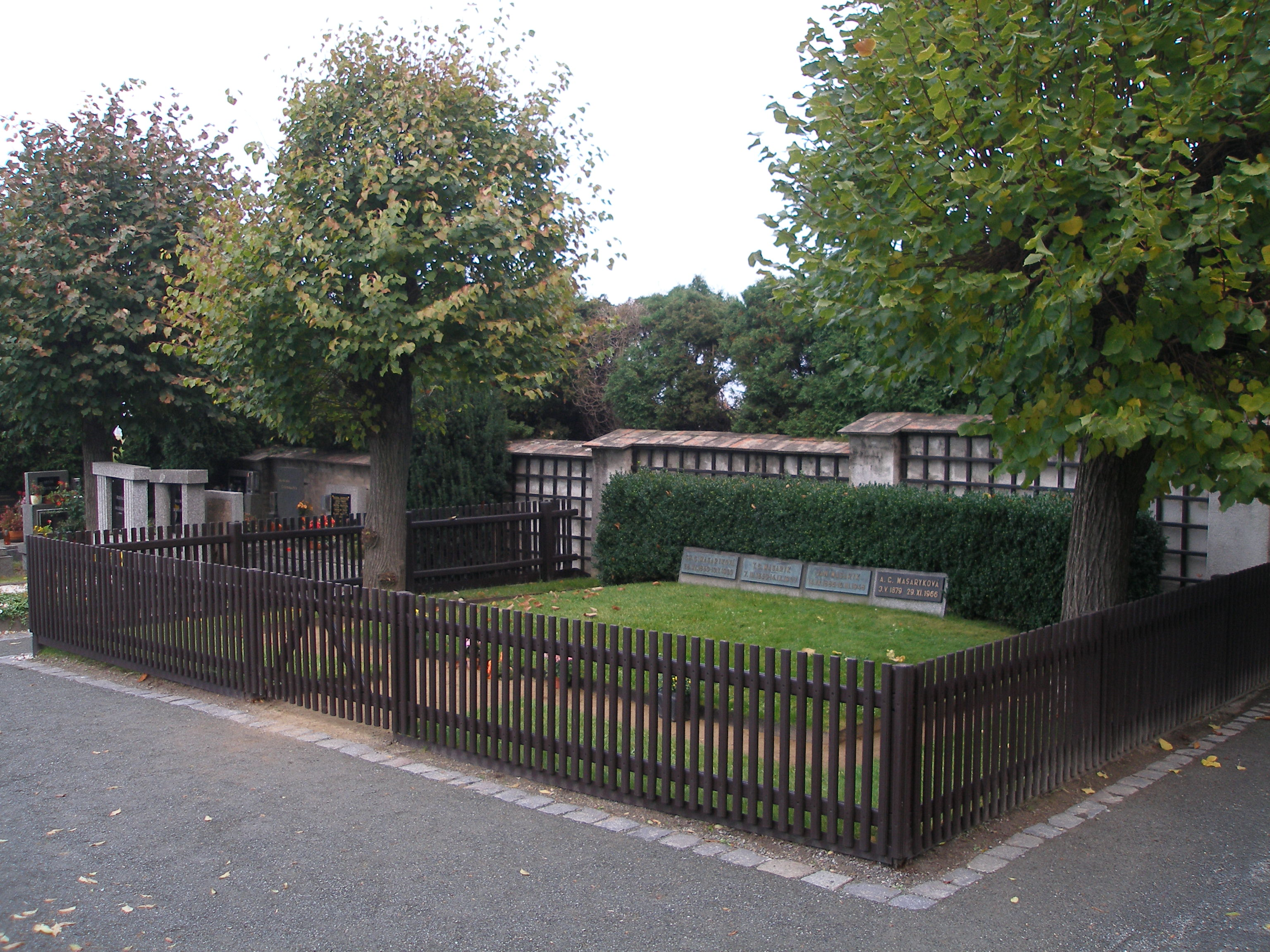
Grabstätte Masaryks und seiner Familie auf dem Dorffriedhof von Lány

Jan Masaryk wurde neben seinen Eltern auf dem Dorffriedhof von Lány u Rakovníka beigesetzt, 1994 wurde dort auch die Urne seiner 1966 in den USA verstorbenen Schwester Alice Masaryková bestattet.

## Jan-Masaryk-Medaille
Das tschechische Außenministerium verleiht die silberne Jan-Masaryk-Medaille, die eine der höchsten Auszeichnungen ist, die auch Nichttschechen erhalten können.

## Masaryk in Film und Literatur
In dem Filmdrama Verrat von München von Julius Ševčík (2017, Orig. Masaryk, Tschechien, 2016) spielt Karel Roden seine Rolle. Der Film zeigt die Zeit vor dem Münchner Abkommen aus der fiktiven Retrospektive Jan Masaryks in einer amerikanischen Psychiatrie 1938.
1956 erschien in den USA der Zeitroman „The Foreign Minister“ von Leo Lania über Masaryks Leben und insbesondere sein Ringen um eine Haltung in der Nacht vor seinem Tod. Das Buch wurde 1960 und 2019 auch auf Deutsch veröffentlicht.